# Susanne Handschmann
Susanne „Susi“ Handschmann (* 2. März 1959) ist eine österreichische ehemalige Eistänzerin und einer der erfolgreichsten Athletinnen in dieser Sportart in der österreichischen Sportgeschichte. Mit ihrem Bruder Peter Handschmann war sie von 1975 bis 1980 sechs Mal österreichische Eistanzmeisterin sowie (1976, 1980) zweimalige Teilnehmerin bei Olympischen Winterspielen. Die beiden waren der Öffentlichkeit als Geschwister Handschmann bekannt.

## Sportliche Karriere
Die Geschwister Handschmann gewannen ihren ersten österreichischen Meisterschaftstitel im Jahr 1975. Bei den Eiskunstlauf-Europameisterschaften 1975 in Kopenhagen erreichten sie den 16. Platz. In der nächsten Saison verbesserten sich die Handschmanns auf den 11. Platz bei der Eiskunstlauf-Europameisterschaften 1976 in Genf. Im Februar 1976 wollte sie mit ihrem Bruder erstmal bei Olympischen Winterspielen teilnehmen, sie zogen allerdings ihre Teilnahme zurück.
Die Geschwister Handschmann entwickelten den damals neuen Eistanz "Österreichischer Walzer" und zeigten ihn erstmals 1979 in Wien vor.

## Ergebnisse
(mit Peter Handschmann)
| International                               | International | International | International | International | International | International |
| Bewerb                                      | 74–75         | 75–76         | 76–77         | 77–78         | 78–79         | 79–80         |
| ------------------------------------------- | ------------- | ------------- | ------------- | ------------- | ------------- | ------------- |
| Olympische Winterspiele                     |               | WD            |               |               |               | 11.           |
| Eiskunstlauf-Weltmeisterschaften            |               | 12.           | 13.           | 10.           | 7.            |               |
| Eiskunstlauf-Europameisterschaften          | 16.           | 11.           | 8.            | 10.           | 7.            | 9.            |
| Ennia Challenge Cup                         |               |               |               |               | 3.            | 3.            |
| Karl-Schäfer-Memorial                       |               | 3.            |               |               |               |               |
| National                                    |               |               |               |               |               |               |
| Österreichische Eiskunstlaufmeisterschaften | 1.            | 1.            | 1.            | 1.            | 1.            | 1.            |
| WD = zurückgezogen                          |               |               |               |               |               |               |